# Take Me Home (piosenka Phila Collinsa)
Take Me Home – singel Phila Collinsa pochodzący z jego trzeciego solowego albumu No Jacket Required. Utwór dotarł na 7. miejsce na amerykańskiej liście przebojów, w Wielkiej Brytanii zajął miejsce 19. W piosence Collinsowi towarzyszą Peter Gabriel i Sting. Tekst piosenki skierowany jest do Boga, aby poprowadził on autora do domu, który pragnie go odnaleźć.
Do piosenki został nagrany wysokobudżetowy teledysk, w którym Collins wykonuje utwór na tle różnych miast, m.in. Londynu, Nowego Jorku, Tokio, Moskwy, Sydney i Paryża.

## Twórcy
- Phil Collins – wokal, perkusja
- Daryl Stuermer – gitara
- Sting – śpiew w tle
- Peter Gabriel – śpiew w tle
- Helen Terry – śpiew w tle